# 魏人
魏人，原名魏冬生，中国当代作家，剧作家。擅长警察题材的编剧。

## 生平
曾赴内蒙兵团当兵团战士，后参军，复员后步入文学生涯。1984年调入公安部《啄木鸟》杂志做记者，开始文学创作；1995年出任群众出版社文译书籍编辑室副主任；1996年又到公安部所属金盾影视文化中心任专业编剧，曾任总编室主任，编审委员会专职副主任，现为一级编剧。
主要小说作品有：小说集《绿色的逗号》、《魏人刑警系列小说选》等；中篇小说《刑警队长和杀人犯的内心独白》获首届金盾文学奖；中篇小说《刑警队长的誓言》获啄木鸟文学奖；中篇小说《天镇老女人》获“1985年全国青年文学奖”；长篇小说《告诉你，我是警察》；长篇小说《围城大结局》（对另一部《围城》续篇鲁兆明的《围城之后》的续写）。
主要电视剧本有：《刑警张玉贵》、《警察世家》、《刑警夏日》、《我是警察》、《编辑部的故事》（与人合作）、《公安局长》、《蛇年警官》等。
主要电影剧本有：《龙年警官》获1990年金鸡奖最佳编剧提名，《青春无悔》（与人合作）获1991年大学生电影节奖。